# 1628
| [ Edytuj tabelę ]              | |
| Król Polski                    | - 1587 Zygmunt III Waza 1632 |
| Współksiążęta Andory           | - 1627 Antonio Pérez 1633 - 1610 Ludwik XIII 1643                                                                                                   |
| Król Anglii i Szkocji          | - 1625 Karol I 1649 |
| Elektor Bawarii                | - 1623 Maksymilian I Bawarski 1651 |
| Elektor Brandenburgii          | - 1619 Jerzy Wilhelm 1640 |
| Sułtan Brunei                  | - 1619 Abdul Jailul Akhbar 1649 - 1625 Muhammad Ali 1660                                                                                            |
| Cesarz Chin                    | - 1627 Chongzhen 1644 |
| Król Czech                     | - 1620 Ferdynand II Habsburg 1637 |
| Król Danii                     | - 1588 Chrystian IV 1648 |
| Dalajlama                      | - 1617 Lobsang Gjaco 1682 |
| Cesarz Etiopii                 | - 1606 Susnyjos I 1632 |
| Król Francji                   | - 1610 Ludwik XIII 1643 |
| Król Gruzji                    | - 1614 Tejmuraz I 1632 |
| Król Hiszpanii                 | - 1621 Filip IV 1665 |
| Landgraf Hesji-Kassel          | - 1627 Wilhelm V Stały 1637 |
| Stadhouder Holandii            | - 1625 Fryderyk Henryk Orański 1647 |
| Szach Iranu                    | - 1587 Abbas I Wielki 1629 |
| Państwo Wielkich Mogołów       | - 1627 Szahdżahan 1658 |
| Król Irlandii                  | - 1625 Karol I Stuart 1649 |
| Cesarz Japonii                 | - 1611 Go-Mizunoo 1629 |
| Kalif                          | - 1623 Murad IV 1640 |
| Patriarcha Konstantynopola     | - 1623 Cyryl Lukaris 1633 |
| Władca Korei                   | - 1623 Injo 1649 |
| Książę Kurlandii i Semigalii   | - 1587 Fryderyk Kettler 1642 |
| Książę Liechtensteinu          | - 1627 Karol Euzebiusz 1684 |
| Książę Monako                  | - 1612 Honoriusz II 1662 |
| Król Nawarry                   | - 1610 Ludwik XIII 1643 |
| Król Norwegii                  | - 1588 Chrystian IV 1648 |
| Sułtan Omanu                   | - 1624 Nasir ibn Murszid 1649 |
| Elektor Palatynatu             | - 1623 Maksymilian I Bawarski 1648 |
| Papież                         | - 1623 Urban VIII 1644 |
| Książę Parmy i Piacenzy        | - 1622 Edward I 1646 |
| Król Portugalii                | - 1621 Filip III 1640 |
| Książę w Prusach               | - 1620 Jerzy Wilhelm 1640 |
| Car Rosji                      | - 1613 Michał I 1645 |
| Cesarz Rzymski (niemiecki)     | - 1619 Ferdynand II Habsburg 1637 |
| Kapitanowie Regenci San Marino | - 1627 Pietro Tosini Corbelli Andrea Giannini 1628 - 1628 Lattanzio Valli Sforza Cionini 1628 - 1628 Giuliano Belluzzi Michel Angelo Busignani 1629 |
| Elektor Saksonii               | - 1611 Jan Jerzy I Wettyn 1656 |
| Król Szwecji                   | - 1611 Gustaw II Adolf 1632 |
| Król Tajlandii                 | - 1611 Songtham 1628 - 1628 Chejthathraj 1629 |
| Sułtan Turków                  | - 1623 Murad IV 1640 |
| Doża Wenecji                   | - 1624 Giovanni Cornaro 1630 |
| Król Węgier                    | - 1619 Ferdynand III 1637 |
| Książęta Wirtembergii          | - 1608 Jan Fryderyk 1628 - 1628 Eberhard III 1674                                                                                                   |

Rok 1628 / MDCXXVIII
stulecia: XVI wiek ~
XVII wiek ~
XVIII wiek

lata: 1618 «
1623 «
1624 «
1625 «
1626 «
1627 «
1628
» 1629
» 1630
» 1631
» 1632
» 1633
» 1638

## Wydarzenia w Polsce
- 16 czerwca – wojna polsko-szwedzka: bitwa pod Gdańskiem.
- 6 lipca – polskie okręty pod Wisłoujściem zostały zaatakowane przez szwedzkie wojska lądowe z użyciem artylerii, w wyniku czego zostały zatopione okręty „Żółty Lew” i galeon „Rycerz Święty Jerzy”.
- 25 lipca – niemiecki astronom, astrolog i matematyk Johannes Kepler przybył wraz z rodziną do Żagania na zaproszenie księcia Albrechta von Wallensteina, który zapewnił mu mieszkanie, obserwatorium astronomiczne, zbudował drukarnię oraz wypłacał stypendium.

## Wydarzenia na świecie
- 7 czerwca – angielski parlament skierował do króla Karola I Stuarta tzw. Petycję o Prawo.
- 10 sierpnia – szwedzki trzymasztowy galeon „Vasa” zatonął podczas swego dziewiczego rejsu zaraz po wypłynięciu z portu.
- 12 sierpnia – wojska duńskie Chystiana IV starły się z wojskami Wallensteina w bitwie pod Wołogoszczą.
- 28 października – wojna hugenocka: kapitulacja La Rochelle.
- Karol Stuart zaakceptował Petycję o prawo.
- William Harvey jako pierwszy przedstawił prawidłowe krążenie krwi w organizmie człowieka.

## Urodzili się
- 8 stycznia – François de Luxembourg, francuski wódz, Marszałek Francji (zm. 1695)
- 12 stycznia – Charles Perrault, francuski baśniopisarz (zm. 1703)
- 10 marca
  - François Girardon, francuski rzeźbiarz (zm. 1715)
  - Marcello Malpighi, włoski biolog i lekarz, twórca anatomii mikroskopowej (zm. 1694)
- 24 maja – Marek Sobieski, starosta jaworowski i krasnostawski, rotmistrz wojsk koronnych (zm. 1652)
- 16 września - Christoph Dietrich von Bose starszy, królewsko-polski i elektorsko-saski rzeczywisty tajny radca (zm. 1708)

## Zmarli
- 18 lipca – Jan Fryderyk, książę Wirtembergii (ur. 1582)
- 28 sierpnia – Edmund Arrowsmith, angielski jezuita, męczennik, święty katolicki (ur. 1585)
- 8 września – na wzgórzu Nishizaka w Nagasaki (Japonia) ofiary prześladowań antykatolickich:
  - Leon Aibara, japoński tercjarz dominikański, męczennik, błogosławiony katolicki (ur. ?)
  - Paweł Aibara Sandayū, japoński tercjarz dominikański, męczennik, błogosławiony katolicki (ur. ?)
  - Roman Aibara, japoński tercjarz dominikański i franciszkański, męczennik, błogosławiony katolicki (ur. ?)
  - Mateusz Alvarez Anjin, japoński tercjarz dominikański i franciszkański, męczennik, błogosławiony katolicki (ur. ?)
  - Dominik Castellet Vinale, kataloński dominikanin, misjonarz, męczennik, błogosławiony katolicki (ur. 1592)
  - Jan Imamura, japoński tercjarz dominikański, męczennik, błogosławiony katolicki (ur. ?)
  - Dominik Nihachi, japoński męczennik, błogosławiony katolicki (ur. 1626)
  - Franciszek Nihachi, japoński męczennik, błogosławiony katolicki (ur. 1623)
  - Ludwik Nihachi, japoński tercjarz dominikański i franciszkański, męczennik, błogosławiony katolicki (ur. ?)
  - Antoni od św. Dominika, japoński dominikanin, męczennik, błogosławiony katolicki (ur. 1608)
  - Tomasz od św. Jacka, japoński dominikanin, męczennik, błogosławiony katolicki (ur. 1598)
  - Łucja Omura, japońska męczennica, błogosławiona katolicka (ur. ok. 1548)
  - Jan Roman, japoński męczennik, błogosławiony katolicki (ur. ?)
  - Michał Yamada Kasahashi, japoński tercjarz dominikański i franciszkański, męczennik, błogosławiony katolicki (ur. ?)
- 10 września – Jakub Hayashida, japoński tercjarz dominikański, męczennik, błogosławiony katolicki (ur. ?)
- 16 września – na wzgórzu Nishizaka w Nagasaki (Japonia) ofiary prześladowań antykatolickich:
  - Michał Himonoya, japoński tercjarz dominikański, męczennik, błogosławiony katolicki (ur. ?)
  - Paweł Himonoya, japoński tercjarz dominikański, męczennik, błogosławiony katolicki (ur. ?)
  - Dominik Shobyōye, japoński tercjarz dominikański, męczennik, błogosławiony katolicki (ur. ?)
- 14 października – Iacopo Nigreti, włoski malarz, manierysta (ur. 1544)
- 16 października – François de Malherbe, pisarz francuski (ur. 1555)
- 14 listopada – Nicolas Trigault, francuski jezuita, misjonarz w Chinach (ur. 1577)
- 15 listopada – zamordowani męczennicy z Paragwaju:
  - Roch González de Santa Cruz, jezuita, męczennik, święty katolicki (ur. 1576)
  - Alfons Rodríguez, hiszpański jezuita, misjonarz, męczennik, święty katolicki (ur. 1599)
- 17 listopada – Jan de Castillo, hiszpański jezuita, misjonarz, męczennik, święty katolicki (ur. 1596)
- 11 grudnia – Cezar d’Este, książę Ferrary i Modeny (ur. 1561)

## Święta ruchome
- Tłusty czwartek: 2 marca
- Ostatki: 7 marca
- Popielec: 8 marca
- Niedziela Palmowa: 16 kwietnia
- Wielki Czwartek: 20 kwietnia
- Wielki Piątek: 21 kwietnia
- Wielka Sobota: 22 kwietnia
- Wielkanoc: 23 kwietnia
- Poniedziałek Wielkanocny: 24 kwietnia
- Wniebowstąpienie Pańskie: 1 czerwca
- Zesłanie Ducha Świętego: 11 czerwca
- Boże Ciało: 22 czerwca